# Teatro Municipal de Campinas
O Teatro Municipal de Campinas, nomeado oficialmente como Teatro Municipal Carlos Gomes, foi o maior e um dos mais importantes teatros da cidade de Campinas, no interior do estado de São Paulo, Brasil.
Localizado entre as ruas Treze de Maio e Costa Aguiar, foi inaugurado em 1930. Possuía capacidade para 1.300 lugares.

## História

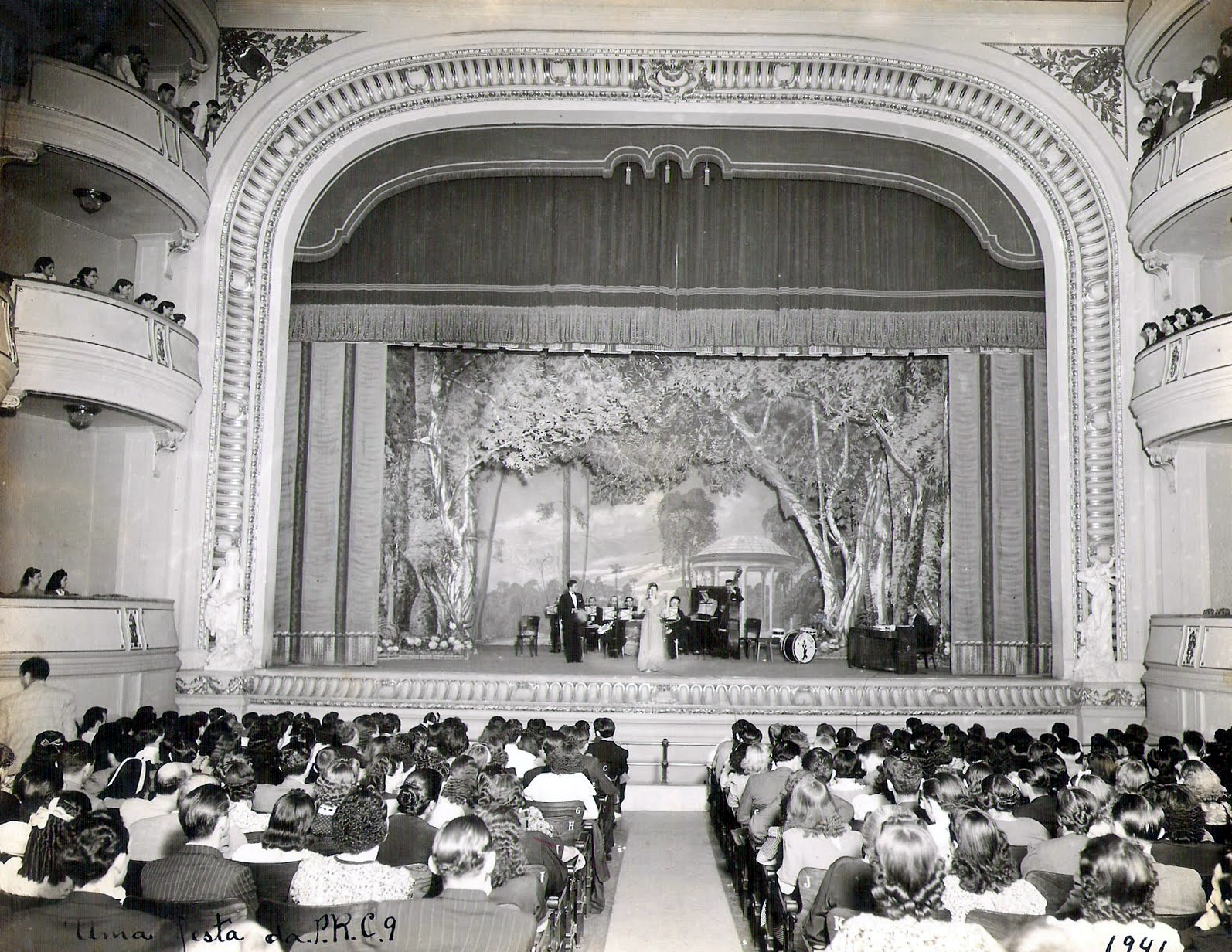
Vista frontal do palco.

A construção teve início em 1924 e se prolongou por seis anos – incluindo várias interrupções nas obras.
Era formado por cinco pavimentos, onde o primeiro estava localizado o porão, o segundo, a plateia e as frisas, o terceiro era dedicado aos camarotes e foyers, no quarto os balcões e no último, a galeria. As escadarias, os corredores, lustres de cristais feito na Boêmia – 13 arandelas e seis lustres – sendo que um deles tinha mais de cinco metros de altura (hoje pertencem à Escola de Cadetes), as paredes adornadas recobertas com pó de ouro se destacavam.
Sua inauguração aconteceu em 10 de setembro de 1930 com apresentação da Companhia Lyrica com a cantora Bidu Sayão na ópera ‘O Guarani’, do compositor Carlos Gomes.
Em 1935, os jornais da época denunciavam o surgimento de problemas estruturais na fundação do prédio, como rachaduras e infiltrações.
O teatro recebeu o nome do Maestro Carlos Gomes em 1951.

## Demolição
Em 26 de novembro de 1964, durante a gestão do prefeito Ruy Novaes, o prédio foi vistoriado, e problemas estruturais foram identificados.
Em 2 de setembro de 1965, Ruy Novaes assinou um documento autorizando a imediata demolição do teatro. O processo teve início no mês seguinte, em outubro, e foi concluído em novembro.
Após a demolição, Ruy Novaes foi alvo de investigações e enfrentou acusações de corrupção relacionadas ao processo. Laudos técnicos foram apresentados em sua defesa, mas nenhum indicava a demolição total como única solução, apontando a possibilidade de reforço estrutural como alternativa viável, de acordo com engenheiros da época.
O ex-prefeito Miguel Cury registrou, em relato escrito, que o prédio havia passado por reformas anos antes, o que, segundo ele, não justificaria sua demolição.
O livro “Fragmentos de uma demolição: História Oral do Teatro Municipal Carlos Gomes” reúne vinte e dois depoimentos que apresentam diferentes versões sobre o ocorrido. Na obra, engenheiros responsáveis pelos laudos técnicos, gestores, artistas e funcionários que vivenciaram a rotina do teatro compartilham suas memórias, detalhando os eventos e as particularidades desse espaço cultural. Entre os relatos, são expostos argumentos tanto em defesa quanto em contestação da demolição do edifício.
A destruição do teatro representou uma perda significativa para o patrimônio histórico e cultural da cidade.

### Galeria de Fotos da Demolição do Teatro

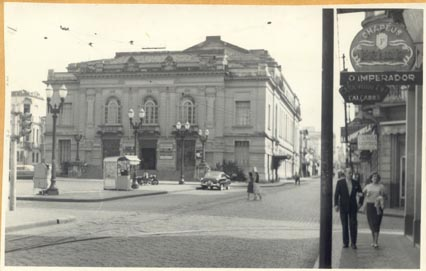
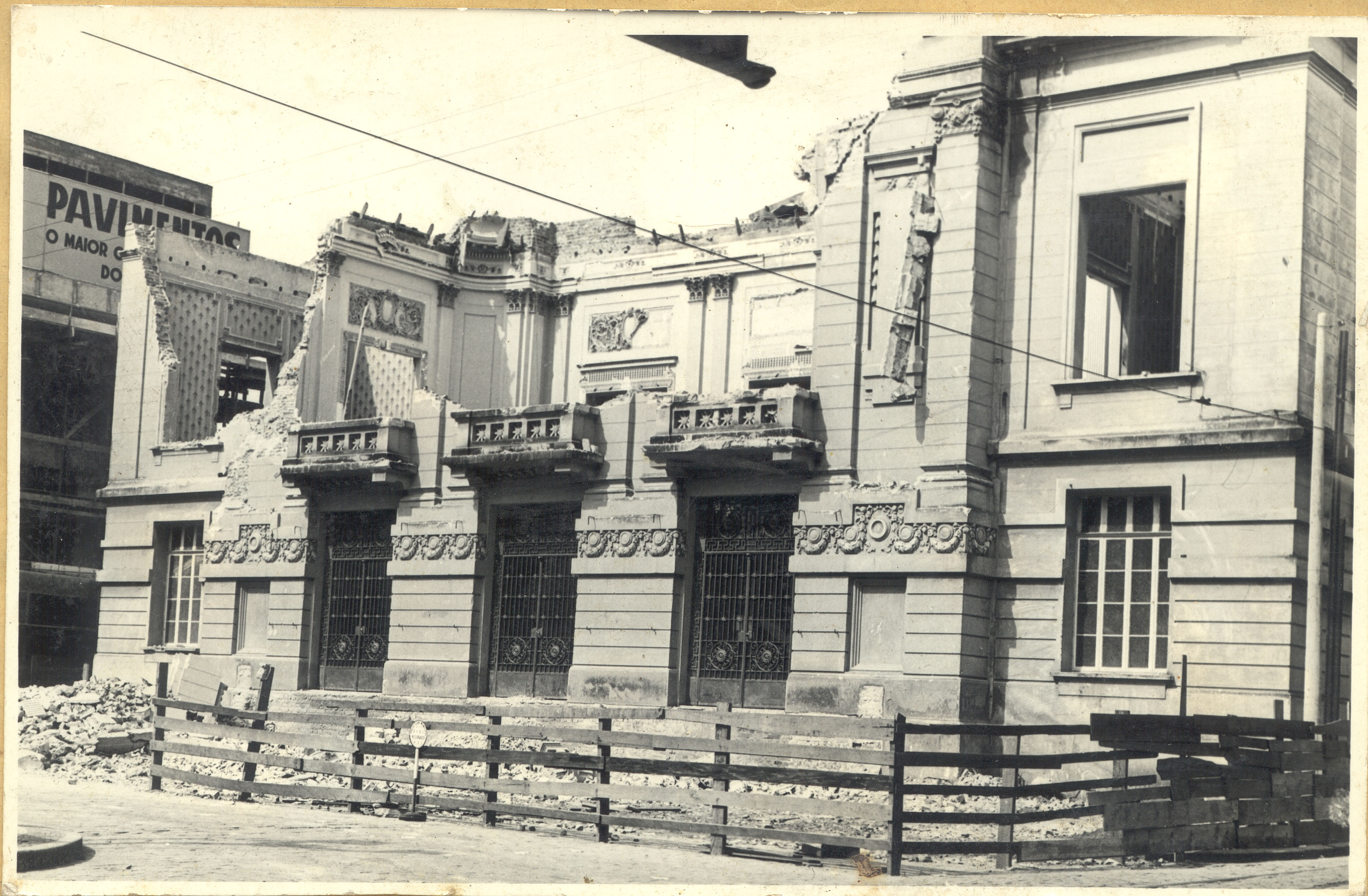
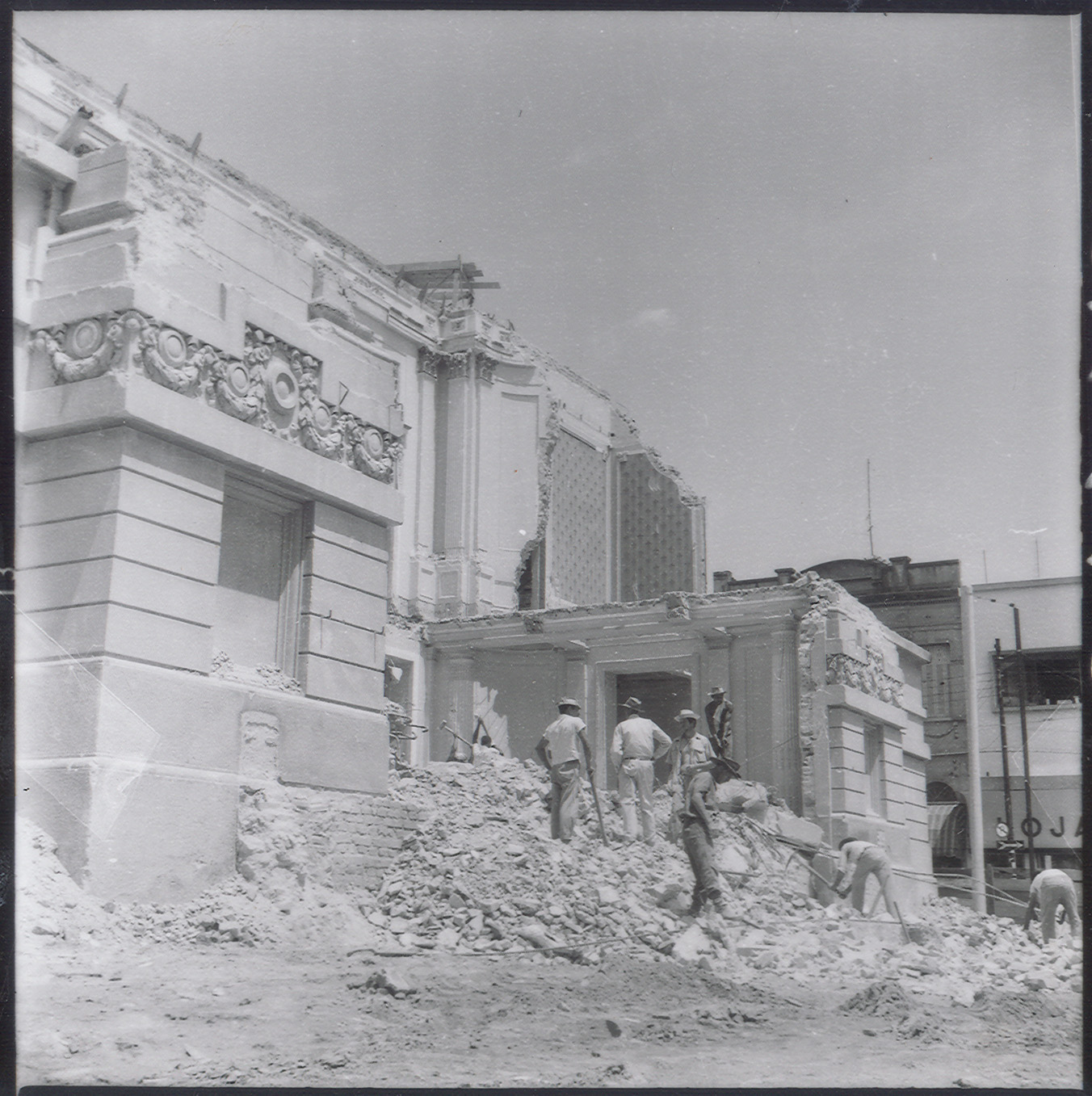
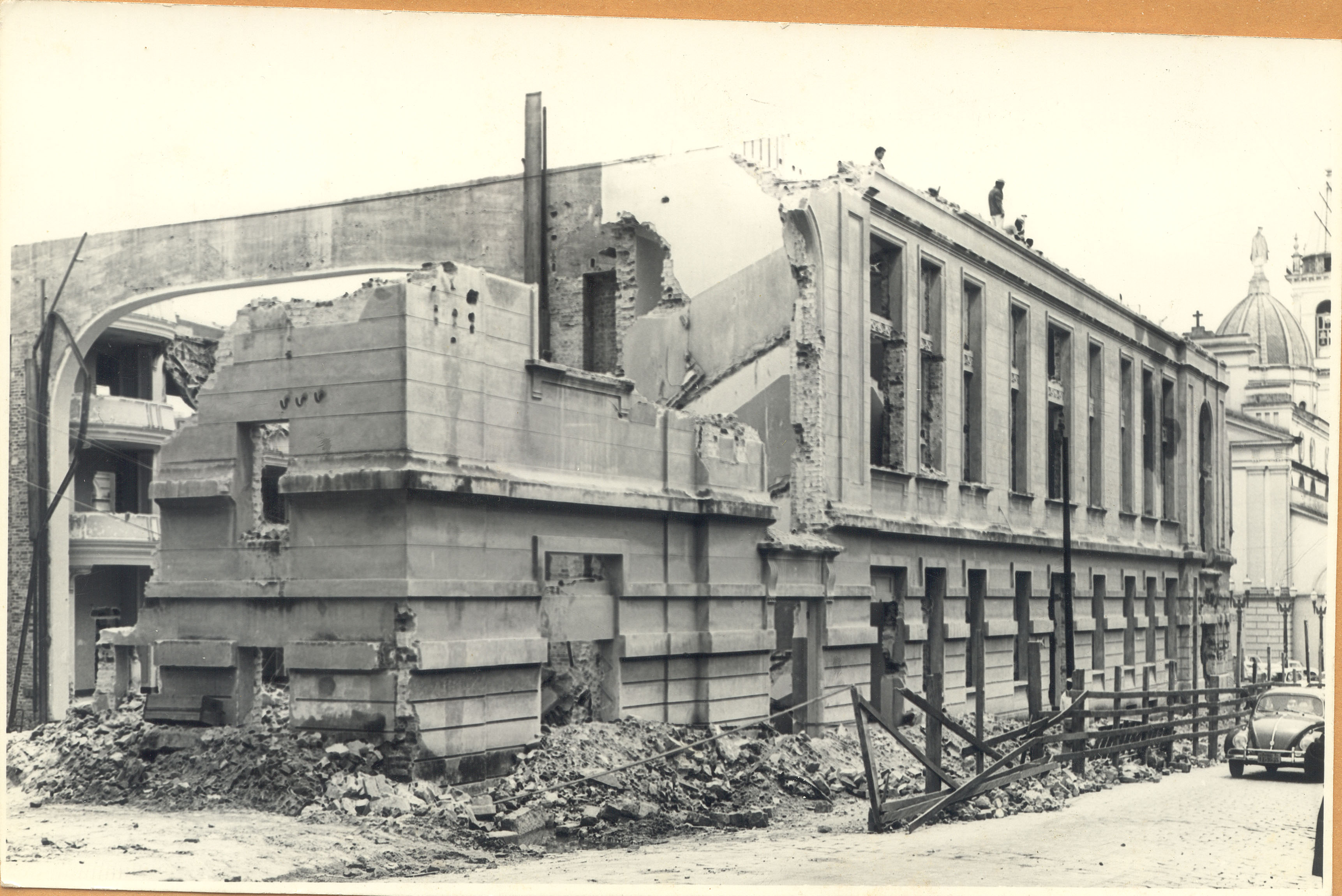
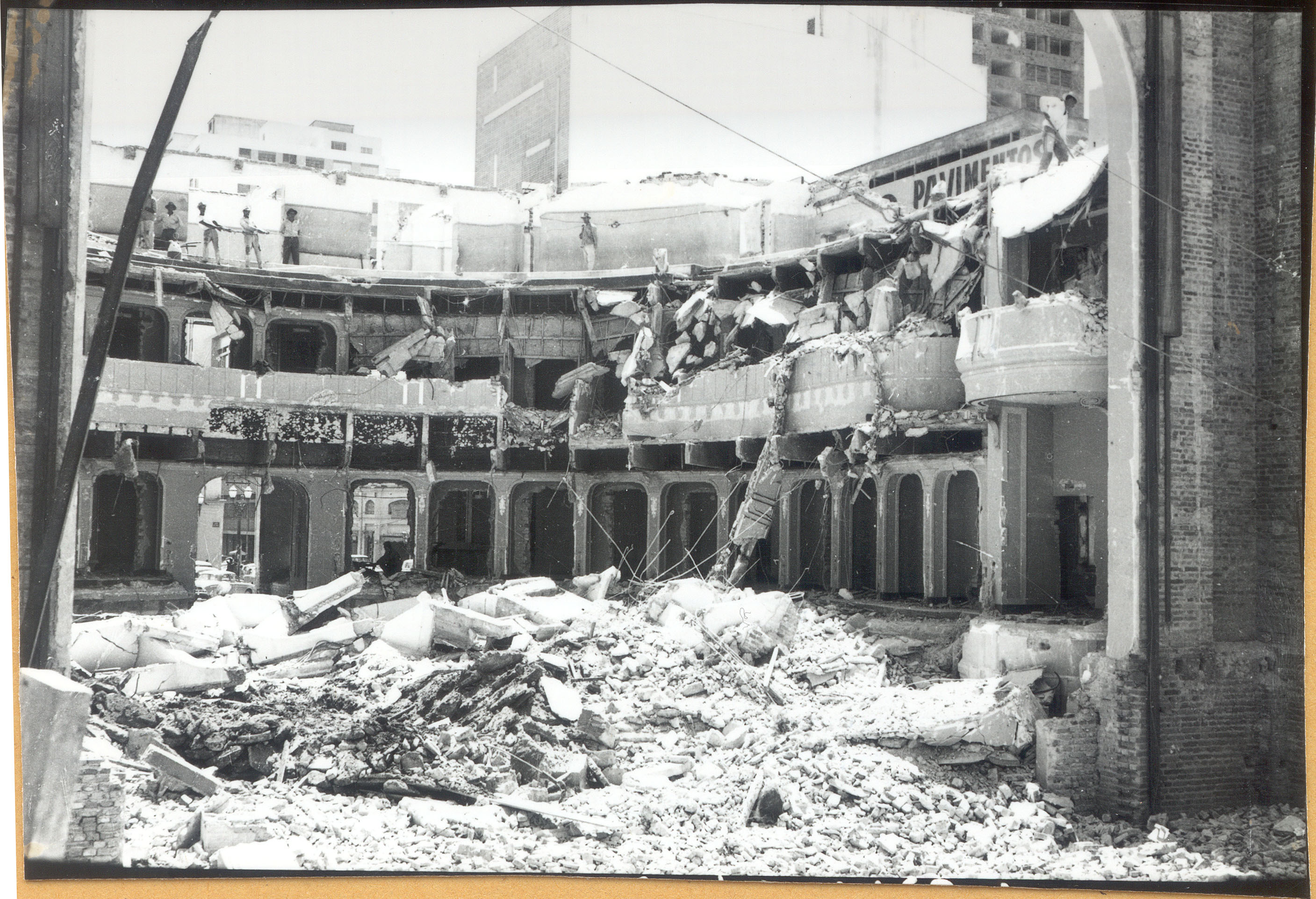
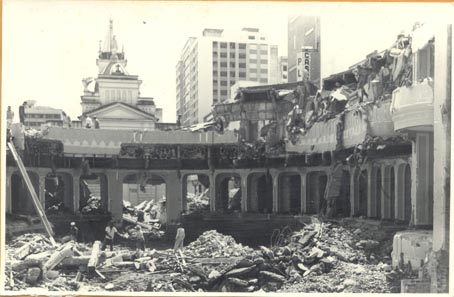
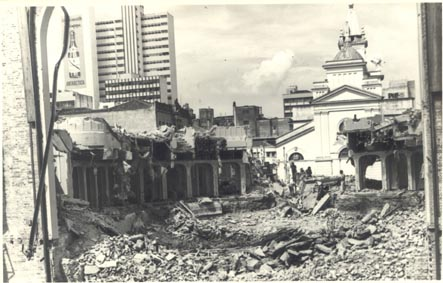
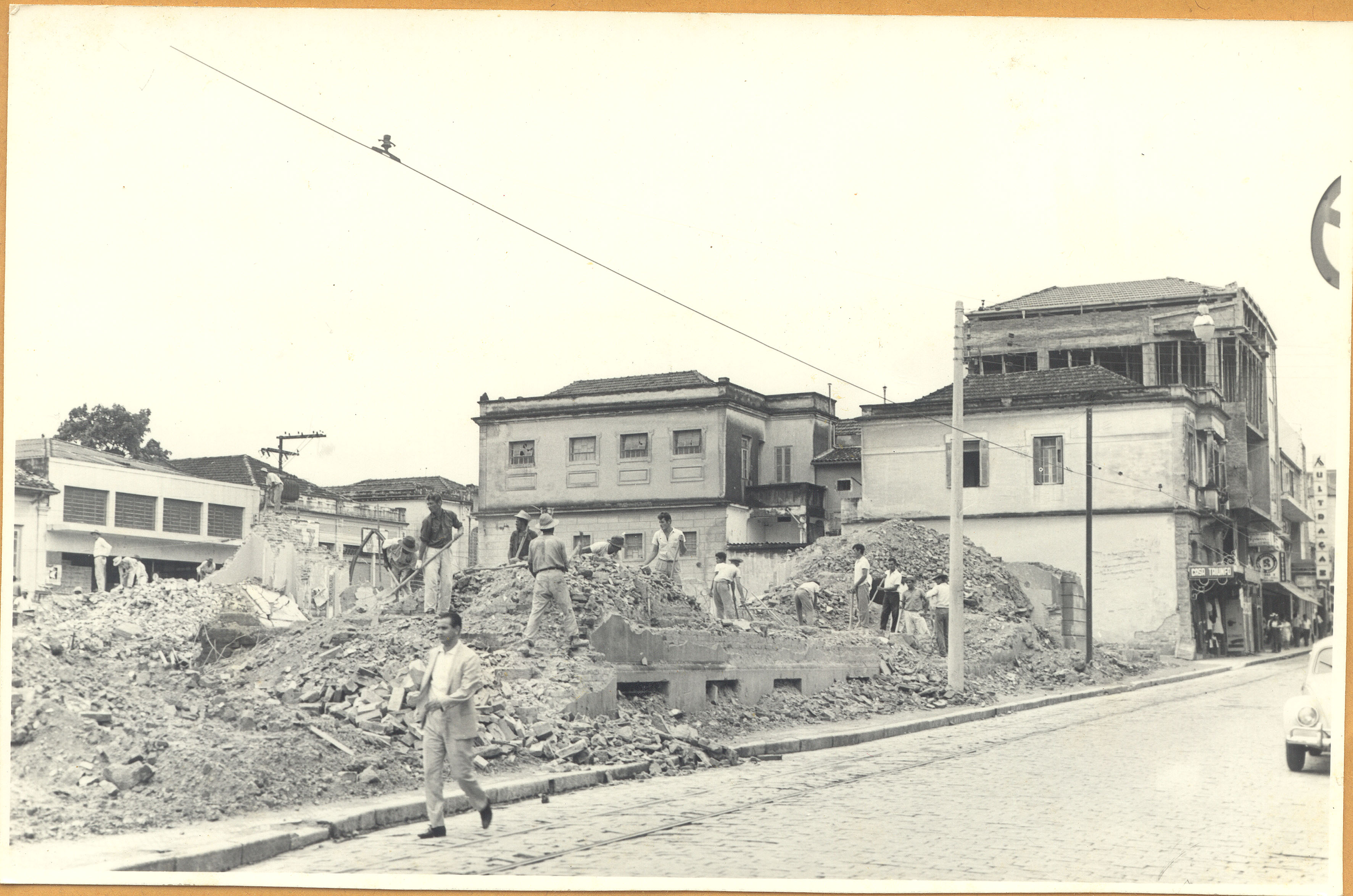

## Desdobramento

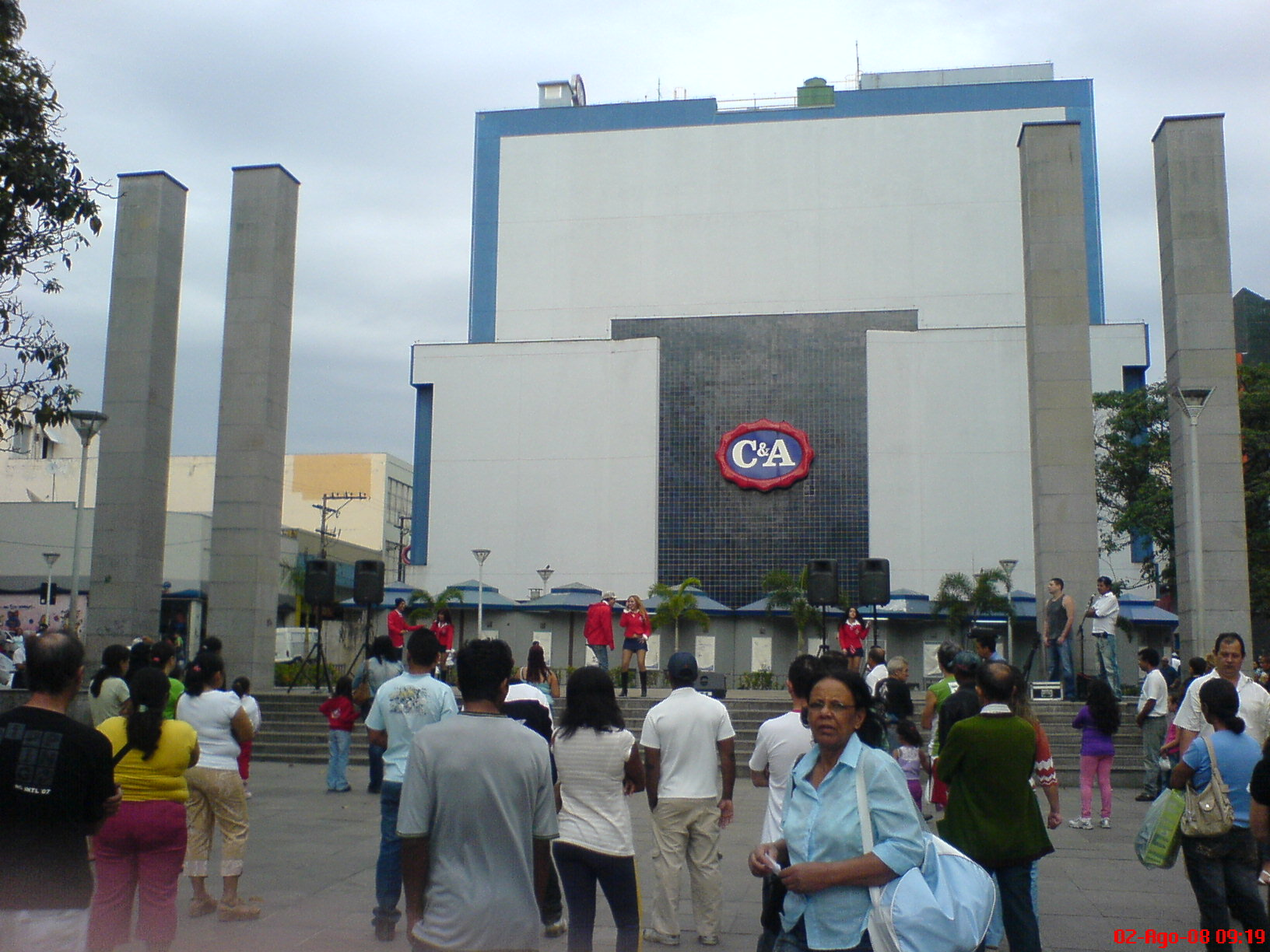
Palco aberto localizado na Praça Rui Barbosa, onde ficava parte do teatro.

Após a demolição, o terreno onde ficava o Teatro foi vendido pela prefeitura e tornou-se inicialmente um estacionamento. O  lustre, com mais de 600 quilos e 1,2 mil cristais foi doado pela prefeitura para a EsPCEx. Os três portões de ferro foram doados e instalados na Paróquia Nossa Senhora de Lourdes, localizada no Jardim Guanabara em Campinas. Já 180 cadeiras de madeira originais do teatro estão até hoje em um auditório do Centro de Ciências, Letras e Artes.
Somente na década de 1970, a cidade foi contemplada com o Teatro Castro Mendes, o qual possui metade da capacidade do Municipal e foi adaptado a partir de uma antiga sala de cinema. Já na década de 1980 foi construído o prédio que abriga a loja C&A.
Em 2000, a história do Teatro foi registrada no livro “Fragmentos de uma demolição: História Oral do Teatro Municipal Carlos Gomes”, da escritora Sônia Aparecida Fardin.
Em 2004, durante uma reforma na Rua 13 de Maio, no Centro de Campinas, foram descobertas estruturas subterrâneas que correspondiam às fundações do antigo teatro. A descoberta ocorreu por meio de um levantamento geofísico realizado em uma área de 200 metros quadrados na Praça Rui Barbosa. O estudo indicou que a entrada do teatro ficava 22 metros à frente do local onde atualmente está situada uma unidade da rede C&A. Posteriormente, no mesmo local, foi construído um memorial composto por quatro colunas e um palco público, cercado por espelhos d'água.